# Veličko Veličkov
Veličko Hristov Veličkov (in bulgaro Величко Христов Величков?; tr. en. Velichko Velichkov; Pleven, 10 aprile 1934 – 27 ottobre 1982) è stato un tiratore a segno bulgaro.
Ha preso parte a tutte e tre le edizioni delle Olimpiadi degli anni Sessanta, vincendo la medaglia d'argento ai Giochi olimpici estivi di Tokyo 1964 nella specialità in tre pozioni con carabina a 50 metri.

## Palmarès
| Anno | Manifestazione  | Sede              | Evento              | Risultato | Prestazione | Note |
| ---- | --------------- | ----------------- | ------------------- | --------- | ----------- | ---- |
| 1960 | Giochi olimpici | Roma              | Carabina 50m, terra | 64º (q)   | 377         |      |
| 1960 | Giochi olimpici | Roma              | Carabina 50m, 3P    | 14º       | 1.128       |      |
| 1964 | Giochi olimpici | Tokyo             | Carabina 50m, terra | 10º       | 592         |      |
| 1964 | Giochi olimpici | Tokyo             | Carabina 50m, 3P    | Argento   | 1.152       |      |
| 1968 | Giochi olimpici | Città del Messico | Carabina 50m, terra | 64º       | 584         |      |